# San Andrés (ort i Colombia, Antioquia)
San Andrés är en ort i Colombia.   Den ligger i departementet Antioquía, i den nordvästra delen av landet, 300 km nordväst om huvudstaden Bogotá. San Andrés ligger 1 651 meter över havet och antalet invånare är 3 154.
Terrängen runt San Andrés är bergig åt nordväst, men åt sydost är den kuperad. San Andrés ligger nere i en dal. Runt San Andrés är det ganska glesbefolkat, med 29 invånare per kvadratkilometer. San Andrés är det största samhället i trakten. I omgivningarna runt San Andrés växer i huvudsak städsegrön lövskog.